# Hydraena sicula
Hydraena sicula är en skalbaggsart som beskrevs av Ernst Hellmuth von Kiesenwetter 1849. Hydraena sicula ingår i släktet Hydraena och familjen vattenbrynsbaggar. Inga underarter finns listade i Catalogue of Life.